# Belaazjorsk
Belaazjorsk (bělorusky Белаазёрск, rusky Белоозёрск – Beloozjorsk) je město v Brestské oblasti v Bělorusku. K roku 2018 v něm žilo přes dvanáct tisíc obyvatel.

## Poloha a doprava
Belaazjorsk leží v Bjarozaŭském rajónu přibližně 22 kilometrů jihovýchodně od Bjarozy. Nejbližší železniční stanice je Bronnaja Hara ležící přibližně 19 kilometrů severně na železniční trati z Minsku do Brestu.

## Dějiny
Obec zde byla založena v roce 1958 v souvislosti s výstavbou Berjozovské tepelné elektrárny.